# Mombello di Torino
Mombello di Torino är en ort och kommun i storstadsregionen Turin, innan 2015 provinsen Turin, i regionen Piemonte, Italien. Kommunen hade 406 invånare (2017).